# Cryptotis magnus
Cryptotis magnus is een zoogdier uit de familie van de spitsmuizen (Soricidae). De wetenschappelijke naam van de soort werd voor het eerst geldig gepubliceerd door Merriam in 1895.

## Voorkomen
De soort komt voor in Mexico.